# جایزه لوکس مجلس اروپا
جایزه لوکس مجلس اروپا (انگلیسی: Lux Prize) یک جایزه‌ای برای فیلم است که اعطای آن را مجلس اروپا از سال ۲۰۰۷ به صورت سالانه میلادی آغاز کرده است. نام این جایزه برگرفته از یکای شدت روشنایی، لوکس است که در زبان لاتین به معنای نور می‌باشد. موضوع جایزهٔ لوکس، روشنگری عمومی در خصوص یکپارچه‌سازی اروپا است و با هدف افزایش نفوذ فیلم‌های اروپایی در اتحادیه اروپا اهدا می‌گردد.

## برندگان
| سال  | نام                        | عنوان به زبان اصلی            | کارگردان                          | ملیت کارگردان |
| ---- | -------------------------- | ----------------------------- | --------------------------------- | ------------- |
| ۲۰۰۷ | لبه بهشت                   | Auf der anderen Seite         | فاتح آکین                         | آلمان         |
| ۲۰۰۷ | چهار ماه، سه هفته و دو روز | 4 luni, 3 săptămâni şi 2 zile | کریستین مونجیو                    | رومانی        |
| ۲۰۰۷ | Belle Toujours             | Belle Toujours                | مانوئل دی الیویرا                 | پرتغال        |
| ۲۰۰۸ | سکوت لورنا                 | Le Silence de Lorna           | برادران داردن                     | بلژیک         |
| ۲۰۰۸ | Delta                      | Delta                         | کورنل موندروتسو                   | مجارستان      |
| ۲۰۰۸ | Citizen Havel              | Občan Havel                   | Miroslav Janek and Pavel Koutecký | جمهوری چک     |
| ۲۰۰۹ | Welcome                    | Welcome                       | Philippe Lioret                   | فرانسه        |
| ۲۰۰۹ | Eastern Plays              | Източни пиеси                 | Kamen Kalev                       | بلغارستان     |
| ۲۰۰۹ | Storm                      | Sturm                         | Hans-Christian Schmid             | آلمان         |
| ۲۰۱۰ | When We Leave              | Die Fremde                    | Feo Aladag                        | اتریش         |
| ۲۰۱۰ | Akadimia Platonos          | Akadimia Platonos             | Filippos Tsitos                   | یونان         |
| ۲۰۱۰ | Illégal                    | Illégal                       | Olivier Masset-Depasse            | بلژیک         |
| ۲۰۱۱ | The Snows of Kilimanjaro   | Les Neiges du Kilimandjaro    | روبر گدیگیان                      | فرانسه        |
| ۲۰۱۱ | Attenberg                  | Attenberg                     | Athina Rachel Tsangari            | یونان         |
| ۲۰۱۱ | Play                       | Play                          | روبن اوستلوند                     | سوئد          |
| ۲۰۱۲ | Shun Li and the Poet       | Io sono Li                    | Andrea Segre                      | ایتالیا       |
| ۲۰۱۲ | Just the Wind              | Csak a szél                   | Benedek Fliegauf                  | مجارستان      |
| ۲۰۱۲ | Tabu                       | Tabu                          | Miguel Gomes                      | پرتغال        |
| ۲۰۱۳ | فروپاشی حلقه شکسته         | فروپاشی حلقه شکسته            | فیلیکس ون گرینینگن                | بلژیک         |
| ۲۰۱۳ | Miele                      | Miele                         | والریا گولینو                     | ایتالیا       |
| ۲۰۱۳ | The Selfish Giant          | The Selfish Giant             | Clio Barnard                      | بریتانیا      |
| ۲۰۱۴ | آیدا (فیلم ۲۰۱۳)           | آیدا (فیلم ۲۰۱۳)              | پاوو پاولیکوفسکی                  | لهستان        |
| ۲۰۱۴ | Class Enemy                | Razredni sovražnik            | Rok Biček                         | اسلوونی       |
| ۲۰۱۴ | Girlhood                   | Bande de filles               | Céline Sciamma                    | فرانسه        |